# Waibstadt
Waibstadt (phát âm [ˈvaɪ̯pˌʃtat] ⓘ) là một thị trấn nằm ở huyện Rhein-Neckar-Kreis, thuộc bang Baden-Württemberg, Đức.